# Crusader Kings III
Crusader Kings III (abgekürzt CK3) ist ein im Mittelalter angesiedeltes Globalstrategiespiel, das in pausierbarer Echtzeit gespielt wird. Das vom schwedischen Videospiel-Publisher Paradox entwickelte und vertriebene Spiel erschien am 1. September 2020 und ist der Nachfolger von Crusader Kings II aus dem Jahr 2012. Es wurde zunächst für Windows, Linux und macOS veröffentlicht. Am 29. März 2022 erschien das Spiel außerdem für die Konsolen PlayStation 5 und Xbox Series X/S.

## Spielprinzip

### Grundlagen
Wie in den Vorgängern steuert man in Crusader Kings III eine Herrscherdynastie durch das Mittelalter, die sich zu Beginn des Spiels auswählen lässt. Dabei blickt man aus der Vogelperspektive auf eine in mehrere kleine Gebiete unterteilte Landkarte, die Europa umfasst und im Süden bis Zentralafrika sowie im Osten bis zur Mongolei reicht. Da die Standardversion von Crusader Kings III als Sandbox-Spiel an sich keine festen Ziele definiert, ist es dem Spieler weitestgehend selbst überlassen, ob und wie er den Ausbau des eigenen Einflussbereichs, beispielsweise durch Eroberung neuer Gebiete, Diplomatie oder auch Erbschaft, die Entwicklung des Herrschercharakters, dessen Familie und Gefolgschaft sowie die Innen- und Außenpolitik im Laufe der Jahrhunderte gestaltet. Durch eine Vielzahl von entwicklerunabhängigen Mods, die vor allem durch den Steam Workshop beziehbar sind, lässt sich das Spiel darüber hinaus um weitere Mechaniken ergänzen. Neben Single- und Multiplayer verfügt es außerdem über verschiedene Schwierigkeitsstufen und einen Ironman-Modus, der es dem Spieler nicht erlaubt, das Spiel eigenständig zwischenzuspeichern oder ohne Anlegung eines Speicherstandes zu verlassen.

### Dynastien und Lebensstile
Ein Spieldurchlauf lässt sich im Basisspiel entweder im Jahr 867 oder 1066 (Frühmittelalter) beginnen und endet standardmäßig spätestens 1453 (Spätmittelalter, Frührenaissance), sofern die Dynastie des Spielers noch existiert. Nach dem Tod seines Herrschers, der auch von anderen Charakteren durch bewusste Handlungen und unterschiedliche Ereignisse herbeigeführt werden kann, übernimmt der Spieler automatisch die Rolle von dessen durch das jeweilige Erbrecht festgelegten Haupterben, der wiederum nun Herrscher wird. Sollte während eines Spieldurchlaufs das letzte erbberechtigte Mitglied der eigenen Dynastie sterben, so kann ein neues landbesitzendes Mitglied einer anderen Dynastie ausgewählt werden und das Spiel mit diesem ab dem Todeszeitpunkt fortgesetzt werden – sofern das Spiel nicht im Ironman-Modus gestartet wurde.
Der ehemalige Game Director Henrik Fåhraeus bezeichnete das Spiel als „mittelalterlichen Simulator“, in dem man nach Belieben seine Herrscherfantasien ausleben kann. Das Spiel setzt einen höheren Fokus auf sechs verschiedene Lebensstile (Diplomatie, Kriegsführung, Ränkespiel, Verwaltung, Reisen und Bildung), aus denen ein Herrscher wählen kann und welche jeweils mit drei verschiedenen Talentbäumen aufwarten. Im Spielverlauf tauchen immer wieder Ereignisse auf, bei denen der Spieler meist zwischen mehreren Reaktionsmöglichkeiten wählen kann, die jeweils verschiedene unmittelbare und mittelbare Folgen haben. Seit der Version 1.2 lassen sich zu Beginn eines Spieldurchlaufs das Aussehen und die Charaktereigenschaften inklusive Sexualität des eigenen Herrschers mithilfe des Ruler Designers selbst individuell anpassen.
Dem Spieler stehen verschiedene Möglichkeiten zur Verfügung, mit anderen Herrschern und Höflingen zu interagieren – abhängig u. a. vom gewählten Lebensstil und den im Laufe des Lebens freigeschalteten Fähigkeiten. Standardmäßig kann der Spieler beispielsweise die Meinung seines Gegenübers durch Beeinflussung verbessern, ihn beschenken, verführen oder auch versuchen, ihn einzukerkern oder zu ermorden.

### Lehnswesen
Ein zentrales Element des Spiels ist die Nachbildung des Lehnswesens. In den meisten Fällen befindet sich nur ein begrenzter Teil des Territoriums (die Domäne) im direkten Besitz eines Herrschers. Einnahmen aus diesen Gebieten beispielsweise fließen dem Herrscher direkt zu. Wie groß die Domäne sein kann, hängt von verschiedenen Faktoren, vor allem dem Rang (Kaiser, König, Herzog, Graf) des Herrschers, ab. Die übrigen Gebiete des Territoriums sind als Lehen an Vasallen vergeben. Spielbar sind alle landbesitzenden Charaktere (Lehnsherren wie Vasallen). Der Spielercharakter zu Spielbeginn kann also ein Graf mit einem Herzog und/oder König über sich genauso sein wie der oberste Lehnsherr eines „unabhängigen“ Reiches mit einer Vielzahl an Vasallen und Aftervasallen.

### Technologien und Kulturen
Das Spiel verfügt über einen Technologiebaum, der in Stammesepoche, Frühmittelalter, Hochmittelalter und Spätmittelalter unterteilt ist, sodass technologische Entwicklungen erst im historisch korrekten Zeitraum verfügbar sind. Dabei kann die Geschwindigkeit der Erforschung von Technologien regional sehr unterschiedlich sein, weswegen sich verschiedene Kulturen zum gleichen Zeitpunkt nicht immer im selben Entwicklungsstadium befinden. So ist beispielsweise ein organisierter Glaube wie das Christentum oder der Islam Voraussetzung für ein feudales Gesellschaftssystem, ohne das ein Voranschreiten in das Frühmittelalter wiederum unmöglich ist. Der mächtigste Herrscher einer jeden Kultur nimmt dabei immer die Rolle des jeweiligen Kulturoberhaupts ein und bestimmt im Namen aller Anhänger seiner Kultur, welche Technologie derzeit erforscht werden soll. Dabei kann aus vier zur Verfügung stehenden Technologiekategorien gewählt werden – den zivilen (z. B. Münzprägung), militärischen (z. B. Onager), kulturellen (z. B. Chu-ko-nu) und regionalen (z. B. Langschiffe) Innovationen.
Jede einzelne Kultur gehört zu einer größeren Kulturgruppe, in der Kulturen ähnlicher Herkunft vereint sind. So gehört beispielsweise die schwedische Kultur zur nordgermanischen Kulturgruppe, in der sich außerdem noch die norwegische, nordische und die dänische Kultur befinden. Jeder Charakter wird von Geburt an mit einer Kultur erzogen, die in der Regel vom Vormund bestimmt wird, später allerdings wechsel- oder anpassbar ist. Gleichzeitig gehört das gemeine Volk im Reich auch einer Kultur an. Unterscheidet sich die Kultur des Herrschers von der seines Volkes, kann dies die gegenseitige Meinung negativ beeinflussen.

### Militär und Krieg
Jeder Herrscher hat im Falle einer Kriegserklärung durch eine andere Partei die Möglichkeit, sein militärisches Aufgebot im gesamten Reich auszuheben, um die Aufgebote feindlicher Charaktere zu bekämpfen, deren Festungen zu erobern oder eigene zu verteidigen. Die Aufgebote bestehen dabei meist zum größten Teil aus wehrpflichtigen Einwohnern des eigenen Herrschaftsgebiets, aber auch aus professionell ausgebildeten Truppen (z. B. Bogenschützen und Pikeniere), Belagerungsgeräten sowie Charakteren des Ritterstandes, Dynastiemitgliedern und Vasallen. Gegen Bezahlung können für begrenzte Zeit außerdem Söldnertrupps angeworben werden, während sich niedergelassene Kriegerorden nur bei Auseinandersetzungen mit Ländern fremder Religionen einschalten lassen. Ob eine Schlacht oder Belagerung erfolgreich verläuft oder nicht, hängt dabei vor allem von der Größe und Stärke der sich gegenüberstehenden Truppen, der Art des Geländes und der Kriegsführungsfähigkeit des zugeordneten Befehlshabers ab. Um einen Krieg erklären zu können, benötigt ein Herrscher einen Kriegsgrund, den er beispielsweise durch das Fingieren eines Anspruchs auf ein benachbartes Gebiet oder bestimmte Regierungsformen und Ereignisse erhalten kann. Durch Kriegsführung lässt sich das eigene Herrschaftsgebiet erheblich vergrößern, sie kann aber auch der Geld- und Prestigegewinnung dienen. Bündnisse, durch die sich zwei Parteien verpflichten, sich im Kriegsfall militärisch beizustehen, werden insbesondere mithilfe arrangierter Heiraten geschmiedet.
Ein elementarer Bestandteil von Crusader Kings III sind wie schon in den Vorgängern die namensgebenden Kreuzzüge. Diese können im Laufe des Spiels vom Glaubensoberhaupt der römisch-katholischen Kirche ausgerufen werden und richten sich gegen Herrscher fremder Religionen, um Heilige Stätten zu erobern und den Einflussbereich fehlgeleiteter oder feindlicher Glaubensgemeinschaften zu verkleinern. Diese heiligen Kriege lassen sich entweder indirekt mit finanziellen Mitteln oder unmittelbar mit militärischer Hilfe unterstützen. Nach dem Ende eines Kreuzzugs werden die teilnehmenden Herrscher und deren Familien im Falle eines Sieges mit Gebieten im eroberten Land belohnt, abhängig von der Kriegsbeteiligung.

### Religion und Glauben
Jeder Herrscher und seine Bevölkerung folgen einer Religion, können diese im Spielverlauf durch Konvertierung jedoch auch wechseln. Da jede der über 100 verschiedenen Religionen über ihre eigenen Mechanismen und Effekte verfügt, hat eine Konvertierung zumeist einen strategischen Hintergrund, kann aber auch die Folge eines erlittenen Nervenzusammenbruchs des Charakters oder eines verlorenen Kriegs sein. Im Gegensatz zu den Vorgängern ist es unter anderem möglich, eine eigene Religion mit individuellen Aspekten und Doktrinen zu gründen und diese anschließend im eigenen Land und über dessen Grenzen hinaus zu verbreiten. Während der vordergründige Glauben eines Charakters immer einsehbar ist, ist es davon unabhängig auch möglich, sich im Geheimen diversen okkulten Praktiken und Ritualen zu widmen, wie der Mitgliedschaft in einem Hexenzirkel.

### Wirtschaft und Gebäude
Für einige im Spiel verfügbare Mechaniken und Aktionen muss mit der Währung Gold bezahlt werden; dazu zählen die Kriegsführung und Gebäudebau, aber auch Bestechungen und die Organisation von Veranstaltungen wie Festmähler, Jagden und Pilgerreisen. Das Gold selbst erhält ein Herrscher durch verschiedene Quellen. So werden monatlich die Ausgaben, beispielsweise für den Unterhalt des Militärs, mit den Steuereinnahmen aus der eigenen Domäne sowie den Abgaben, die von Vasallen im eigenen Herrschaftsgebiet zu entrichten sind, verrechnet und die Differenz an den Herrscher (beziehungsweise die Staatskasse) ausgezahlt. Um größere Einnahmen zu generieren, müssen in den eigenen Besitztümern Gebäude gebaut und die lokale Entwicklung vorangetrieben werden. Dabei stehen für die unterschiedlichen Arten von Besitztümern (Burgen, Städte und Tempel) jeweils verschiedene Gebäude zum Bau zur Verfügung, die auch abhängig vom Geländetyp sein können. Dementsprechend können Häfen nur in an Wasser angrenzenden Städten und Steinbrüche für Grubenarbeiten nur auf bergigem Gelände gebaut werden. Auf leeren Geländefeldern lassen sich darüber hinaus auch eigens neue Besitztümer errichten.

## Entwicklungsgeschichte
Die Entwicklung soll ein Jahr vor Imperator: Rome begonnen haben, was auf einen Start des Entwicklungsprozesses im Jahr 2015 hindeutet.
Das Spiel wurde auf Paradox’ eigener Messe, der PDXCON 2019, am 19. Oktober in Berlin angekündigt. Die Ankündigung erfolgte mit einem Render-Trailer, der einen neugeborenen Herrscher zeigt, welchem nach den Ausführungen eines geheimnisvollen Sprechers eine Schlange ins Kindbett gelegt wird. Das Spiel bietet im Gegensatz zu den Vorgängern 3D-Modelle der Charaktere. Zudem wurden deutlich detailliertere Karten versprochen. Das Spiel basiert auf einer überarbeiteten Version der Clausewitz Engine, ähnlich wie sie in Imperator: Rome zum Einsatz kommt. Nomaden und das Inventarsystem für Artefakte, wie es sie in den DLCs von Crusader Kings II gab, wolle man nicht übernehmen, weil diese Elemente bei den Spielern weniger beliebt waren. Laut Game Director Henrik Fåhraeus wolle man mit Crusader Kings III außerdem ein größeres Publikum ansprechen.
Im August 2021 wurde anlässlich der Gamescom angekündigt, dass das Spiel auch für die Konsolen PlayStation 5 und Xbox Series X/S erscheinen soll. Die Veröffentlichung der vom britischen Studio Lab24 entwickelten Portierungen erfolgte am 29. März 2022.

### Erweiterungen
Northern Lords
Parallel zum Update auf die Spielversion 1.3, mit dem unter anderem der Winter als Jahreszeit implementiert wurde, erschien am 16. März 2021 das erste kostenpflichtige „Flavor Pack“ Northern Lords, das neue Mechaniken, Ereignisse und Anpassungsmöglichkeiten für Kulturen im Norden des mittelalterlichen Europas hinzufügt, insbesondere für die Wikinger.
Royal Court
Auf der digitalen PDXCon Remixed im Mai 2021 wurde die erste große Erweiterung („Expansion“) für Crusader Kings III angekündigt, die das Spiel hinsichtlich Hofhaltung, Vasalleninteraktion und Kultur ergänzt und neue Mechaniken rund um die Suche nach Artefakten und Prunk hinzufügt. Sie erschien gleichzeitig mit dem Update auf Spielversion 1.5 am 8. Februar 2022. Mit aggregierten Wertungen von 82/100 (OpenCritic) bzw. 83/100 (Metacritic) erhielt die Erweiterung zwar geringere Bewertungen als das Hauptspiel, wurde dennoch häufig gelobt.
Fate of Iberia
Am 20. April 2022 wurde das Flavor Pack Fate of Iberia für den 31. Mai 2022 angekündigt. Die Erweiterung fügt dem Spiel verschiedene neue Inhalte rund um die Iberische Halbinsel hinzu.
Friends & Foes
Der kostenpflichtige Zusatzinhalt Friends & Foes erschien am 8. September 2022.
Legends of the dead
Der kostenpflichtige Zusatzinhalt Legends of the dead implementiert erstmals Seuchen in das Spiel. Unter anderem kann der schwarze Tod als einmaliges Ereignis ausgelöst werden. Die Spielmechanik wird darüber hinaus um die Möglichkeit erweitert, Legenden um Herrscher zu schaffen. Das DLC erschien am 4. März 2024.
Tours & Tournaments
Dieser Zusatzinhalt bietet dem Spieler die Möglichkeit Reisen durch das eigene Reich zu unternehmen, um Vasallen zu besuchen, Ritterturniere auszutragen und Hochzeiten zu feiern.

#### Roads to Power
Diese, am 7. Februar 2024 angekündigte, Erweiterung bietet ein neues Regierungssystem, neue Wege für den gesellschaftlichen Aufstieg der Charaktere, neue Aktivitäten, denen sie nachgehen können sowie ein neuer Lebensstil als landloser Abenteurer. Sie erscheint voraussichtlich im September 2024.

## Rezeption

### Kontroverse vor Veröffentlichung
Die englischsprachige Website Rock, Paper, Shotgun berichtete nach Ankündigung des Spiels, dass das Spiel nicht mehr die lateinische Phrase Deus Vult (zu Deutsch: „Gott will es“) enthalten soll. Mit diesen Worten wurde historisch der Erste Kreuzzug begründet. Da die Phrase in neuerer Zeit allerdings häufig von Rassisten im Internet verwendet wurde, sei sie aber kontrovers zu sehen. Nachdem Fans in Foren, Reddit und der Steam-Community ihren Unmut darüber geäußert und eine Online-Petition gestartet hatten (mit dem häufigen Verweis auf historische Authentizität als Argument), ruderte Chefentwickler Henrik Fåhraeus mit der Aussage zurück und implementierte die Phrase erneut.

“I feel like this issue has been miscommunicated thus far. We have not specifically considered which terms are used in the game apart from making sense in the historical context. The team will decide how any text fits or does not fit into CK3 in a way that feels appropriate.”

„Ich habe das Gefühl, dass dieses Thema bisher falsch kommuniziert wurde. Wir haben nicht speziell darüber nachgedacht, welche Begriffe im Spiel abseits vom historischen Kontext sinnvoll sind. Das Team wird entscheiden, wie ein Text in angemessener Weise in CK3 passt oder nicht.“

### Kritiken
Crusader Kings III erhielt von der Fachpresse größtenteils sehr gute bis ausgezeichnete Bewertungen. So aggregierten Metacritic und OpenCritic für die PC-Version Wertungen von 91 bzw. 90 von 100 Punkten, womit es plattformübergreifend zu den zehn bestbewertetsten Spielen des Jahres 2020 zählt. Leana Hafer von IGN lobte das Spiel beispielsweise hinsichtlich der enormen Spieltiefe und vergab mit 10 von 10 Punkten die Höchstbewertung. Ähnlich sah es auch Jason Wilson für die GamesBeat, der den dritten Teil der Spielereihe als bestes Paradox-Interactive-Spiel aller Zeiten bezeichnete, während Reiner Hauser in seinem Review für GameStar anmerkte, dass sich „[m]it Crusader Kings III die Serie […] konsequent weiter[entwickelt], ohne sich neu zu erfinden. Im Guten wie im Schlechten.“ Er bewertete das Spiel mit 83 %. Fraser Brown von PC Gamer beschrieb seine Erfahrungen mit dem Spiel mit den Worten:

“Crusader Kings 3 is incredible. It’s an irrepressible story engine that spits out a constant stream of compelling alt-histories, delightfully infuriating characters and social puzzles that I’ve become obsessed with unravelling. I can’t imagine being done with it.”

„Crusader Kings 3 ist unglaublich. Es ist eine nicht zu bändigende Storymaschine, die einen konstanten Strom aus unwiderstehlichen Alternativweltgeschichten, reizvollen Charakteren, die einen zur Weißglut bringen können, und sozialen Puzzles, von deren Entwirrung ich besessen bin, ausspuckt. Ich kann mir nicht vorstellen, jemals damit fertig zu sein.“

Der Eurogamer-Redakteur Alexander Bohn-Elias bezeichnete Crusader Kings III als „herausragend“. Ihm zufolge ist es ein „[e]ndlos fesselnder Stundenfresser zwischen 4X- und RPG“. Luke Plunkett betitelte das Spiel in seiner Rezension für Kotaku als „Renaissance für Strategiespiele im Jahr 2020“ und Charlie Hall von Polygon lobte, dass er ununterbrochen den Einfluss der eigenen Entscheidungen auf den Verlauf der Handlung spüren könne, weshalb er sich auf „dutzende, wenn nicht hunderte weitere Spielstunden“ freue. Für Christian Schiffer vom Bayerischen Rundfunk ist „Crusader Kings 3 […] ein exzellentes Strategiespiel und der Beginn von etwas Großem“. Auch Matthias Dammes von PC Games ist der Auffassung, Grand-Strategy-Fans könnten „derzeit kaum etwas Besseres“ finden. Jörg Luibl bewertete das Spiel in seinem Test für 4Players mit 82 % und schrieb in seinem Fazit:

„Die Schweden inszenieren ein komplexes Game of Geduld: Diese globale Strategie zwingt zur Entschleunigung und zum fürstlichen Rollenspiel. Auch wenn der Krieg zu statisch ist und einige Wünsche offen bleiben, ist das richtig gute Unterhaltung.“

### Verkaufszahlen
Das Spiel verkaufte sich innerhalb des Erscheinungsmonats mehr als eine Million Mal. Mitte März 2022 wurde – noch vor dem Release der Konsolenversionen – die Marke von zwei Millionen Verkäufen erreicht. Bis Mai 2025 verkaufte sich das Spiel vier Millionen mal.

### Auszeichnungen
| Auszeichnung                          | Datum der Preisverleihung | Kategorie                             | Resultat  |
| ------------------------------------- | ------------------------- | ------------------------------------- | --------- |
| The Game Awards 2020                  | 10. Dezember 2020         | Bestes Simulations-/Strategiespiel    | Nominiert |
| IGN Game of the Year Awards 2020      | 21. Dezember 2020         | Bestes Strategie-/Taktikspiel         | Gewonnen  |
| IGN Game of the Year Awards 2020      | 21. Dezember 2020         | Bestes PC-exklusives Spiel            | Nominiert |
| PC Gamer Game of the Year Awards 2020 | 31. Dezember 2020         | Bestes Strategiespiel                 | Gewonnen  |
| Steam Awards 2020                     | 3. Januar 2021            | Bestes Spiel in dem Sie schlecht sind | Nominiert |
| 24th Annual D.I.C.E. Awards           | 22. April 2021            | Bestes Strategie-/Simulationsspiel    | Nominiert |